# Kisnána
Kisnána es un pueblo ubicado en el distrito de Gyöngyös, en el condado de Heves, Hungría.

## Superficie
Posee una superficie de 22,60 kilómetros cuadrados.

## Demografía
Hasta 2019 la población era de 990 habitantes, con una densidad de población de 43,81 habitantes por kilómetro cuadrado.